# Pireella papillosula
Pireella papillosula är en bladmossart som beskrevs av Jules Cardot 1913. Pireella papillosula ingår i släktet Pireella och familjen Pterobryaceae. Inga underarter finns listade i Catalogue of Life.